# Liste des œuvres de Dmitri Chostakovitch

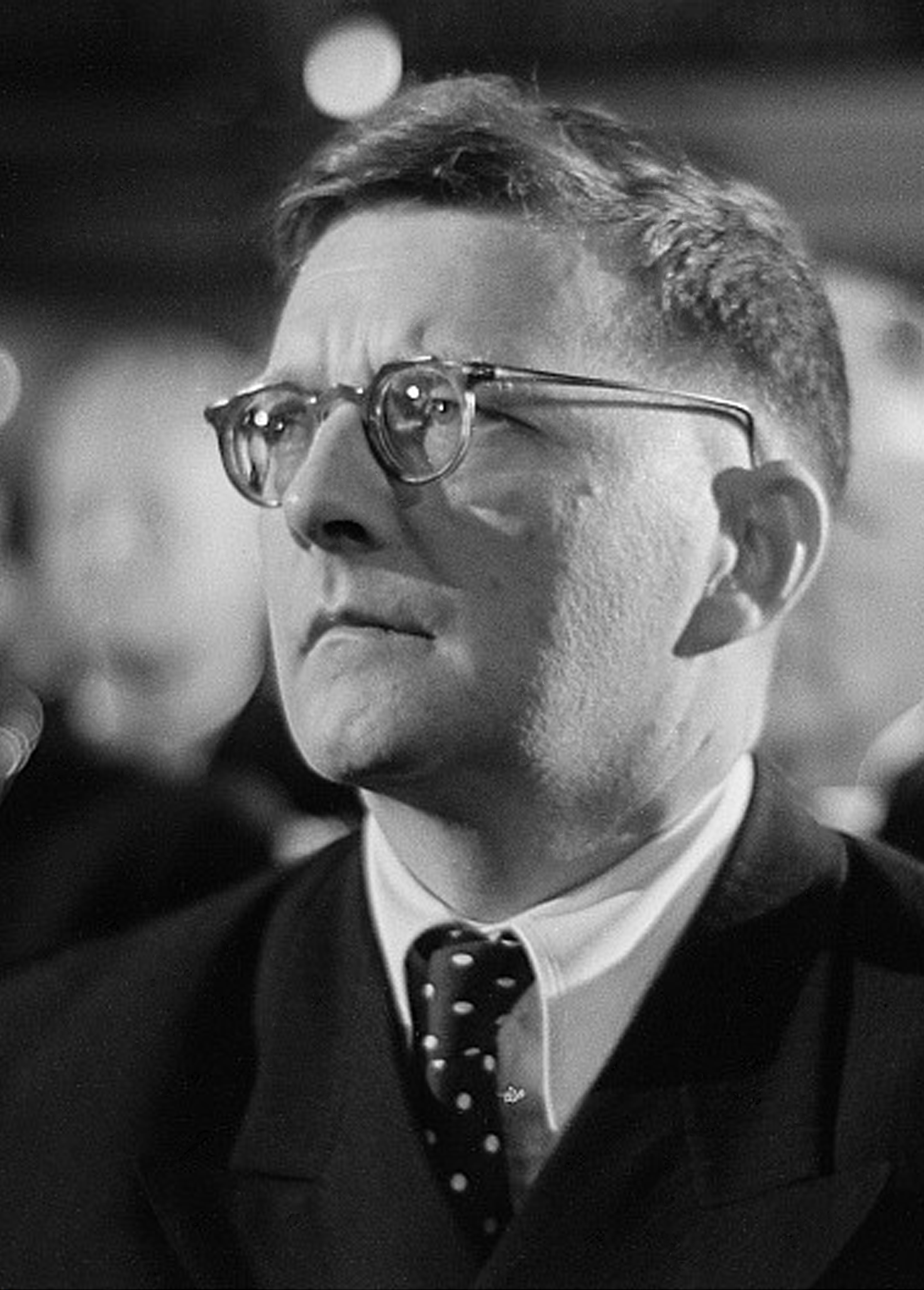
Dmitri Chostakovitch en 1950

La liste des œuvres de Dmitri Chostakovitch est présentée d'abord en classant les œuvres par catégories, puis dans l'ordre des numéros d'opus, respectant raisonnablement la chronologie de composition.

## Catalogue thématique

### Ouvrages scéniques

#### Opéras
| Opéras |                                     |                                              |                        |           |
| Opus   | Titre                               | Sous-titre / Commentaires                    | Instrumentation        | Période   |
| 15     | Le Nez                              | Opéra en trois actes et quinze tableaux      | Voix, chœur, orchestre | 1927-1928 |
| 29     | Lady Macbeth du district de Mtsensk | Opéra en quatre actes et neuf tableaux       | Voix, chœur, orchestre | 1930-1932 |
| 32c    | Le Grand Éclair                     | Opéra comique, œuvre inachevée               | Voix, chœur, orchestre | 1931-1932 |
| 63a    | Les Joueurs                         | Opéra, œuvre inachevée                       | Voix, chœur, orchestre | 1941-1942 |
| 105    | Moscou, Tcheriomouchki (en)         | Comédie musicale en trois actes              | Voix, chœur, orchestre | 1957-1958 |
| 114    | Katerina Ismailova                  | Opéra en quatre actes, révision de l'opus 29 | Voix, chœur, orchestre | 1954-1963 |

#### Ballets
| Ballets |                     |                                          |                 |           |
| Opus    | Titre               | Sous-titre / Commentaires                | Instrumentation | Période   |
| 22      | L'Âge d'or          | Ballet en trois actes                    | Orchestre       | 1929-1930 |
| 27      | Le Boulon (en)      | Ballet en trois actes                    | Orchestre       | 1930-1931 |
| 39      | Le Ruisseau limpide | Ballet en trois actes et quatre tableaux | Orchestre       | 1934-1935 |

#### Musiques de scène
| Musiques de scène |                          |                                                |                 |           |
| Opus              | Titre                    | Sous-titre / Commentaires                      | Instrumentation | Période   |
| 19                | La Punaise               | Musique de scène                               | Orchestre       | 1929      |
| 24                | Le Coup de feu           | Musique de scène                               | Orchestre       | 1929      |
| 25                | Terres en friche         | Musique de scène                               | Orchestre       | 1930      |
| 28                | Rule, Britannia!         | Musique de scène                               | Orchestre       | 1931      |
| 31                | Tué sous condition       | Musique de scène pour un spectacle de variétés | Orchestre       | 1931      |
| 32                | Hamlet                   | Musique de scène                               | Orchestre       | 1931-1932 |
| 37                | La Comédie humaine       | Musique de scène                               | Orchestre       | 1933-1934 |
| 44                | Salut, l'Espagne !       | Musique de scène                               | Orchestre       | 1936      |
| 58a               | Le Roi Lear              | Musique de scène                               | Orchestre       | 1941      |
| 63                | Léningrad natal          | Suite pour le spectacle La Patrie              | Orchestre       | 1942      |
| 66                | Un fleuve russe          | Musique pour un spectacle                      | Orchestre       | 1944      |
| 72                | La Victoire du printemps | Deux chants pour un spectacle                  | Orchestre       | 1946      |
| 95d               | Hamlet                   | Musique de scène                               | Orchestre       | 1954      |

#### Musique de film
| Musique de film |                                              |                                                              |                                                 |           |
| Opus            | Titre                                        | Sous-titre / Commentaires                                    | Instrumentation                                 | Période   |
| 17              | Le Cuirassé Potemkine                        | Musique du film de Sergueï Eisenstein                        | Orchestre                                       | 1925      |
| 18              | La Nouvelle Babylone                         | Musique du film muet de Grigori Kozintsev et Leonid Trauberg | Orchestre                                       | 1928-1929 |
| 26              | La Seule                                     | Musique du film de Grigori Kozintsev et Leonid Trauberg      | Soprano, mezzo-soprano, ténor, chœur, orchestre | 1930-1931 |
| 30              | Les Montagnes d'or                           | Musique du film de Sergueï Ioutkevitch                       | Orchestre                                       | 1931      |
| 33              | Le Contreplan                                | Musique du film de Fridrikh Ermler et Sergueï Ioutkevitch    | Orchestre                                       | 1932      |
| 36              | L'Histoire du Pope et de son serviteur Balda | Musique du dessin animé de Mikhaïl Tsekhanovski              | Orchestre                                       | 1933-1934 |
| 38              | L'Amour et la Haine                          | Musique du film d'Albert Gendelstein                         | Orchestre                                       | 1934      |
| 41              | La Jeunesse de Maxime                        | Musique du film de Grigori Kozintsev et Leonid Trauberg      | Orchestre                                       | 1934      |
| 41a             | Les Amies                                    | Musique du film de Leo Arnchtam                              | Orchestre                                       | 1934-1935 |
| 45              | Le Retour de Maxime                          | Musique du film de Grigori Kozintsev et Leonid Trauberg      | Orchestre                                       | 1936-1937 |
| 48              | Les Journées de Volotchaïev                  | Musique du film de Gueorgui et Sergueï Vassiliev             | Orchestre                                       | 1936-1937 |
| 50              | Le Côté de Vyborg                            | Musique du film de Grigori Kozintsev et Leonid Trauberg      | Orchestre                                       | 1938      |
| 51              | Les Amis                                     | Musique du film de Leo Arnchtam                              | Orchestre                                       | 1938      |
| 52              | Un grand citoyen, 1re partie                 | Musique du film de Fridrikh Ermler                           | Orchestre                                       | 1937      |
| 53              | L'Homme au fusil                             | Musique du film de Sergueï Ioutkevitch                       | Orchestre                                       | 1938      |
| 55              | Un grand citoyen, 2e partie                  | Musique du film de Fridrikh Ermler                           | Orchestre                                       | 1938-1939 |
| 56              | Un souriceau stupide                         | Musique du film d'animation de Mikhaïl Tsekhanovski          | 8 voix, petit orchestre                         | 1939      |
| 59              | Les Aventures de Korzinkina                  | Musique du film de Klementi Mints                            | Orchestre                                       | 1940-1941 |
| 64              | Zoya                                         | Musique du film de Leo Arnchtam                              | Chœur, orchestre                                | 1944      |
| 71              | Des gens simples                             | Musique du film de Grigori Kozintsev et Leonid Trauberg      | Orchestre                                       | 1945      |
| 75              | La Jeune Garde                               | Musique du film de Sergueï Guerassimov                       | Orchestre                                       | 1947-1948 |
| 76              | Pirogov                                      | Musique du film de Grigori Kozintsev                         | Orchestre                                       | 1947      |
| 78              | Mitchourine                                  | Musique du film d'Alexandre Dovjenko                         | Chœur, orchestre                                | 1948      |
| 80              | Rencontre sur l'Elbe                         | Musique du film de Grigori Alexandrov                        | Voix, piano                                     | 1948      |
| 82              | La Chute de Berlin                           | Musique du film de Mikhaïl Tchiaoureli                       | Chœur, orchestre                                | 1949      |
| 85              | Belinski                                     | Musique du film de Grigori Kozintsev                         | Chœur, orchestre                                | 1950      |
| 89              | L'Inoubliable année 1919                     | Musique du film de Mikhaïl Tchiaoureli                       | Piano, orchestre                                | 1951      |
| 95              | Le Chant des fleuves                         | Musique du documentaire de Joris Ivens                       | Orchestre                                       | 1954      |
| 97              | Le Taon                                      | Musique du film d'Alexandre Feinzimmer                       | Orchestre                                       | 1955      |
| 99              | Valse no 2 de Chostakovitch                  | Musique du film Le Premier Convoi de Mikhaïl Kalatozov       | Chœur, orchestre                                | 1955-1956 |
| 105a            | Tcheriomouchki                               | Arrangement de l'opus 105 pour le film de Herbert Rappaport  | Voix, orchestre                                 | 1962      |
| 111             | Cinq jours, cinq nuits                       | Musique du film de Leo Arnchtam                              | Orchestre                                       | 1960      |
| 114b            | Katerina Ismaïlova                           | Arrangement de l'opus 114 pour le film de Mikhaïl Shapiro    | Voix, chœur, orchestre                          | 1966      |
| 116             | Hamlet                                       | Musique du film de Grigori Kozintsev                         | Orchestre                                       | 1963-1964 |
| 120             | Un an comme une vie                          | Musique du film de Grigori Rochal                            | Orchestre                                       | 1965      |
| 132             | Sofia Perovskaia                             | Musique du film de Leo Arnchtam                              | Orchestre                                       | 1967      |
| 137             | Le Roi Lear                                  | Musique du film de Grigori Kozintsev                         | Orchestre                                       | 1970      |

### Œuvres pour orchestre

#### Symphonies
| Symphonies |                                    |                           |                                                 |           |
| Opus       | Titre                              | Sous-titre / Commentaires | Instrumentation                                 | Période   |
| 10         | Symphonie no 1 en fa mineur        |                           | Orchestre                                       | 1924-1925 |
| 14         | Symphonie no 2 en si majeur        | À Octobre                 | Chœur, orchestre                                | 1927      |
| 20         | Symphonie no 3 en mi bémol majeur  | Le 1er mai                | Chœurs, orchestre                               | 1929      |
| 43         | Symphonie no 4 en ut mineur        |                           | Orchestre                                       | 1935-1936 |
| 47         | Symphonie no 5 en ré mineur        |                           | Orchestre                                       | 1937      |
| 54         | Symphonie no 6 en si mineur        |                           | Orchestre                                       | 1939      |
| 60         | Symphonie no 7 en ut majeur        | Léningrad                 | Orchestre                                       | 1941      |
| 65         | Symphonie no 8 en ut mineur        |                           | Orchestre                                       | 1943      |
| 70         | Symphonie no 9 en mi bémol majeur  |                           | Orchestre                                       | 1945      |
| 93         | Symphonie no 10 en mi mineur       |                           | Orchestre                                       | 1953      |
| 103        | Symphonie no 11 en sol mineur      | L'année 1905              | Orchestre                                       | 1956-1957 |
| 112        | Symphonie no 12 en ré mineur       | L'année 1917              | Orchestre                                       | 1959-1961 |
| 113        | Symphonie no 13 en si bémol mineur | Babi Yar                  | Basse, chœur d'hommes, orchestre                | 1962      |
| 135        | Symphonie no 14 en sol mineur      |                           | Soprano, basse, orchestre à cordes, percussions | 1969      |
| 141        | Symphonie no 15 en la majeur       |                           | Orchestre                                       | 1971      |

#### Concertos
| Concertos |                                                   |                                          |                                      |           |
| Opus      | Titre                                             | Sous-titre / Commentaires                | Instrumentation                      | Période   |
| 35        | Concerto pour piano n° 1 en ut mineur             | Concerto pour piano, trompette et cordes | Piano, trompette, orchestre à cordes | 1933      |
| 77        | Concerto pour violon n° 1 en la mineur            |                                          | Violon, orchestre                    | 1947-1948 |
| 102       | Concerto pour piano n° 2 en fa majeur             |                                          | Piano, orchestre                     | 1957      |
| 107       | Concerto pour violoncelle n° 1 en mi bémol majeur |                                          | Violoncelle, orchestre               | 1959      |
| 126       | Concerto pour violoncelle n° 2 en sol mineur      |                                          | Violoncelle, orchestre               | 1966      |
| 129       | Concerto pour violon n° 2 en ut dièse mineur      |                                          | Violon, orchestre                    | 1967      |

#### Suites
| Suites |                                              |                           |                           |         |
| Opus   | Titre                                        | Sous-titre / Commentaires | Instrumentation           | Période |
| 15a    | Le Nez                                       | Suite                     | Ténor, baryton, orchestre | 1930    |
| 22a    | L'Âge d'or                                   | Suite                     | Orchestre                 | 1930    |
| 27a    | Le Boulon                                    | Suite                     | Orchestre                 | 1931    |
| 30a    | Les Montagnes d'or                           | Suite                     | Orchestre                 | 1931    |
| 32a    | Hamlet                                       | Suite                     | Orchestre                 | 1932    |
| 36a    | L'Histoire du Pope et de son serviteur Balda | Suite                     | Orchestre                 | 1935    |
| 50a    | La Trilogie de Maxime                        | Suite                     | Chœur, orchestre          | 1941    |
| 64a    | Zoya                                         | Suite                     | Chœur, orchestre          | 1944    |
| 75a    | La Jeune Garde                               | Suite                     | Orchestre                 | 1951    |
| 76a    | Pirogov                                      | Suite                     | Orchestre                 | 1951    |
| 78a    | Mitchourine                                  | Suite                     | Chœur, orchestre          | 1964    |
| 80a    | Rencontre sur l'Elbe                         | Suite                     | Voix, orchestre           | 1948    |
| 82a    | La Chute de Berlin                           | Suite                     | Chœur, orchestre          | 1950    |
| 84a    | Suite de ballet n° 1                         |                           | Orchestre                 | 1949    |
| 85a    | Belinski                                     | Suite                     | Chœur, orchestre          | 1960    |
| 89a    | L'Inoubliable Année 1919                     | Suite                     | Orchestre                 | 1952    |
| 89b    | Suite de ballet n° 2                         |                           | Orchestre                 | 1951    |
| 91c    | Suite de ballet n° 3                         |                           | Orchestre                 | 1951    |
| 91e    | Suite de ballet n° 4                         |                           | Orchestre                 | 1953    |
| 97a    | Le Taon                                      | Suite                     | Orchestre                 | 1956    |
| 99a    | Le Premier Détachement                       | Suite                     | Chœur, orchestre          | 1956    |
| 111a   | Cinq jours, cinq nuits                       | Suite                     | Orchestre                 | 1961    |
| 114a   | Katerina Ismailova                           | Suite                     | Soprano, orchestre        | 1962    |
| 116a   | Hamlet                                       | Suite                     | Orchestre                 | 1964    |
| 120a   | Un an comme une vie                          | Suite                     | Orchestre                 | 1969    |

#### Autres œuvres pour orchestre
| Autres œuvres pour orchestre |                                                         |                                                              |                     |           |
| Opus                         | Titre                                                   | Sous-titre / Commentaires                                    | Instrumentation     | Période   |
| 1                            | Scherzo en fa dièse mineur                              |                                                              | Orchestre           | 1919      |
| 3                            | Thème et variations en si bémol majeur                  |                                                              | Orchestre           | 1921-1922 |
| 7                            | Scherzo en mi bémol majeur                              |                                                              | Orchestre           | 1923-1924 |
| 23                           | Le Pauvre Christophe Colomb                             | Deux pièces symphoniques pour l'opéra d'Erwin Dressel        | Orchestre           | 1929      |
| 38a                          | Suite pour orchestre de jazz n° 1                       |                                                              | Orchestre           | 1934      |
| 42                           | Cinq Fragments                                          |                                                              | Orchestre           | 1935      |
| 50b                          | Suite pour orchestre de jazz n° 2                       |                                                              | Orchestre           | 1938      |
| 50b                          | Suite pour orchestre de variété n° 1                    | à ne pas confondre avec la Suite pour orchestre de jazz n° 2 | Orchestre           | 1956      |
| 63b                          | Marche solennelle en ré bémol majeur                    |                                                              | Orchestre militaire | 1942      |
| 96                           | Ouverture de fête                                       |                                                              | Orchestre           | 1954      |
| 111b                         | Le Carillon de Novorossiisk                             |                                                              | Orchestre           | 1960      |
| 115                          | Ouverture sur des thèmes populaires russes et kirghizes |                                                              | Orchestre           | 1963      |
| 130                          | Prélude funèbre et triomphal                            |                                                              | Orchestre           | 1967      |
| 131                          | Octobre                                                 | Poème symphonique                                            | Orchestre           | 1967      |
| 139                          | Marche de la milice soviétique                          |                                                              | Orchestre militaire | 1970      |

### Musique instrumentale

#### Musique de chambre
| Musique de chambre |                                                 |                           |                                     |           |
| Opus               | Titre                                           | Sous-titre / Commentaires | Instrumentation                     | Période   |
| 8                  | Trio avec piano n° 1 en ut mineur               |                           | Violon, violoncelle, piano          | 1923      |
| 9                  | Trois pièces pour violoncelle et piano          | Œuvre perdue              | Violoncelle, piano                  | 1923-1924 |
| 11                 | Deux pièces pour octuor à cordes                |                           | Octuor à cordes                     | 1924-1925 |
| 40                 | Sonate pour violoncelle et piano en ré mineur   |                           | Violoncelle, piano                  | 1934      |
| 40b                | Moderato en la mineur pour violoncelle et piano |                           | Violoncelle, piano                  | 1934      |
| 57                 | Quintette avec piano en sol mineur              |                           | 2 violons, alto, violoncelle, piano | 1940      |
| 67                 | Trio avec piano n° 2 en mi mineur               |                           | Violon, violoncelle, piano          | 1944      |
| 134                | Sonate pour violon et piano                     |                           | Violon, piano                       | 1968      |
| 147                | Sonate pour alto et piano                       |                           | Alto, piano                         | 1975      |

#### Quatuors à cordes
| Quatuors à cordes |                                           |                           |                  |         |
| Opus              | Titre                                     | Sous-titre / Commentaires | Instrumentation  | Période |
| 30b               | Deux Pièces pour quatuor à cordes         |                           | Quatuor à cordes | 1931    |
| 49                | Quatuor à cordesno 1 en ut majeur         |                           | Quatuor à cordes | 1938    |
| 68                | Quatuor à cordes no 2 en la majeur        |                           | Quatuor à cordes | 1944    |
| 73                | Quatuor à cordes no 3 en fa majeur        |                           | Quatuor à cordes | 1946    |
| 83                | Quatuor à cordes no 4 en ré majeur        |                           | Quatuor à cordes | 1949    |
| 92                | Quatuor à cordes no 5 en si bémol majeur  |                           | Quatuor à cordes | 1952    |
| 101               | Quatuor à cordes no 6 en sol majeur       |                           | Quatuor à cordes | 1956    |
| 108               | Quatuor à cordes no 7 en fa dièse mineur  |                           | Quatuor à cordes | 1960    |
| 110               | Quatuor à cordes no 8 en ut mineur        |                           | Quatuor à cordes | 1960    |
| 117               | Quatuor à cordes no 9 en mi bémol majeur  |                           | Quatuor à cordes | 1964    |
| 118               | Quatuor à cordes no 10 en la bémol majeur |                           | Quatuor à cordes | 1964    |
| 122               | Quatuor à cordes no 11 en fa mineur       |                           | Quatuor à cordes | 1966    |
| 133               | Quatuor à cordes no 12 en ré bémol majeur |                           | Quatuor à cordes | 1968    |
| 138               | Quatuor à cordes no 13 en si bémol mineur |                           | Quatuor à cordes | 1970    |
| 142               | Quatuor à cordes no 14 en fa dièse majeur |                           | Quatuor à cordes | 1973    |
| 144               | Quatuor à cordes no 15 en mi bémol mineur |                           | Quatuor à cordes | 1974    |

#### Œuvres pour piano
| Œuvres pour piano |                                           |                           |                 |           |
| Opus              | Titre                                     | Sous-titre / Commentaires | Instrumentation | Période   |
| 2                 | Huit Préludes                             |                           | Piano           | 1918-1920 |
| 2a                | Menuet, Prélude et Intermezzo             | Œuvre incomplète          | Piano           | 1919-1920 |
| 2b                | Murzilka                                  |                           | Piano           | 1920      |
| 2c                | Cinq Préludes                             |                           | Piano           | 1919-1921 |
| 5                 | Trois Danses fantastiques                 |                           | Piano           | 1920-1922 |
| 6                 | Suite pour deux pianos en fa dièse mineur |                           | 2 pianos        | 1922      |
| 12                | Sonate pour piano n° 1                    |                           | Piano           | 1926      |
| 13                | Aphorismes                                | Dix pièces pour piano     | Piano           | 1927      |
| 34                | Vingt-quatre Préludes                     |                           | Piano           | 1932-1933 |
| 61                | Sonate pour piano n° 2 en si mineur       |                           | Piano           | 1943      |
| 69                | Cahier d'enfant                           | Sept pièces pour piano    | Piano           | 1944-1945 |
| 84b               | Marche joyeuse pour deux pianos           |                           | 2 pianos        | 1949      |
| 87                | Vingt-quatre Préludes et Fugues           |                           | Piano           | 1950-1951 |
| 91b               | Danses des poupées                        | Sept pièces pour piano    | Piano           | 1952      |
| 94                | Concertino pour deux pianos en la mineur  |                           | 2 pianos        | 1954      |
| 97b               | Tarentelle pour deux pianos               | D'après Le Taon           | 2 pianos        | 1954      |

### Musique vocale

#### Œuvres avec chœur
| Œuvres avec chœur |                                                      |                           |                                                       |         |
| Opus              | Titre                                                | Sous-titre / Commentaires | Instrumentation                                       | Période |
| 74                | Poème de la patrie                                   | Cantate                   | 5 voix, chœur, orchestre                              | 1947    |
| 81                | Le Chant des forêts                                  | Oratorio                  | Ténor, basse, chœur d'enfants, chœur mixte, orchestre | 1949    |
| 88                | Dix Chants sur des textes de poètes révolutionnaires |                           | Chœur                                                 | 1951    |
| 90                | Le soleil luit sur notre patrie                      | Cantate                   | Chœur d'enfants, chœur, orchestre                     | 1952    |
| 104               | Deux Chants russes                                   |                           | Chœur                                                 | 1957    |
| 119               | L'Exécution de Stéphane Razine                       | Cantate                   | Basse, chœur, orchestre                               | 1964    |
| 136               | Fidélité                                             | Huit Ballades             | Chœur d'hommes                                        | 1970    |

#### Chant solo
| Chant solo |                                                                                         |                                                |                                      |           |
| Opus       | Titre                                                                                   | Sous-titre / Commentaires                      | Instrumentation                      | Période   |
| 4          | Deux Fables de Krylov                                                                   |                                                | Mezzo-soprano, orchestre             | 1922      |
| 21         | Six Mélodies sur des textes de poètes japonais                                          |                                                | Ténor, orchestre                     | 1928-1932 |
| 46         | Quatre Romances sur des textes de Pouchkine                                             |                                                | Basse, piano                         | 1936-1937 |
| 62         | Six Romances sur des textes de poètes anglais                                           |                                                | Basse, piano                         | 1942      |
| 62a        | Six Romances sur des textes de poètes anglais                                           | Orchestration de l'opus 62                     | Basse, orchestre                     | 1943      |
| 79         | Poésies populaires juives                                                               |                                                | Soprano, contralto, ténor, piano     | 1948      |
| 79a        | Poésies populaires juives                                                               | Orchestration de l'opus 79                     | Soprano, contralto, ténor, orchestre | 1948-1964 |
| 84         | Deux Romances sur des textes de Lermontov                                               |                                                | Voix, piano                          | 1950      |
| 86         | Quatre Mélodies sur des textes de Dolmatovski                                           |                                                | Voix, piano                          | 1950-1951 |
| 91         | Quatre monologues sur des textes de Pouchkine                                           |                                                | Basse, piano                         | 1952      |
| 91a        | Quatre monologues sur des textes de Pouchkine                                           | Orchestration de l'opus 91                     | Basse, orchestre                     | 1952      |
| 91d        | Chants grecs                                                                            |                                                | Voix, piano                          | 1952-1953 |
| 98         | Les chansons de nos jours                                                               |                                                | Basse, piano                         | 1954      |
| 98a        | Il y avait des baisers                                                                  | Romance sur un texte de Dolmatovski            | Voix, piano                          | 1954      |
| 100        | Chants espagnols                                                                        |                                                | Mezzo-soprano, piano                 | 1956      |
| 109        | Satires                                                                                 | Cinq Romances sur des textes de Sacha Tchiorny | Soprano, piano                       | 1960      |
| 121        | Cinq Romances sur des textes du Magazine Krokodil                                       |                                                | Basse, piano                         | 1965      |
| 123        | Préface à l'édition complète de mes œuvres et brève réflexion à propos de cette préface |                                                | Basse, piano                         | 1966      |
| 127        | Sept Romances sur des poèmes de Blok                                                    |                                                | Soprano, violon, violoncelle, piano  | 1967      |
| 128        | Printemps, printemps                                                                    | Romance                                        | Basse, piano                         | 1967      |
| 140        | Six Romances sur des textes de poètes anglais                                           | Orchestration de l'opus 62                     | Basse, orchestre de chambre          | 1971      |
| 143        | Six Poèmes de Marina Tsvetaeva                                                          |                                                | Contralto, piano                     | 1973      |
| 143a       | Six Poèmes de Marina Tsvetaeva                                                          | Orchestration de l'opus 143                    | Contralto, orchestre de chambre      | 1974      |
| 145        | Suite sur des textes de Michel-Ange Buonarroti                                          |                                                | Basse, piano                         | 1974      |
| 145a       | Suite sur des textes de Michelangelo Buonarroti                                         | Orchestration de l'opus 145                    | Basse, orchestre                     | 1975      |
| 146        | Quatre Poèmes du Capitaine Lebiadkine                                                   | Tirés du roman Les Possédés de Dostoïevski     | Basse, piano                         | 1974      |

### Orchestrations
| Orchestrations |                                        |                                                                         |                        |           |
| Opus           | Titre                                  | Sous-titre / Commentaires                                               | Instrumentation        | Période   |
| 2d             | Attente dans la grotte                 | Arrangement de l'opus 40 n° 4 de Rimski-Korsakov                        | Soprano, orchestre     | 1921      |
| 16             | Tahiti-Trot (Tea for Two)              | Orchestration de la pièce de Vincent Youmans                            | Orchestre              | 1927      |
| 17             | Deux pièces de Scarlatti               | Transcription de deux pièces de Domenico Scarlatti                      | Instruments à vent     | 1928      |
| 58             | Boris Godounov                         | Réorchestration de l'opéra de Moussorgski                               | Voix, chœur, orchestre | 1939-1940 |
| 106            | La Khovanchtchina                      | Réorchestration de l'opéra de Moussorgski pour le film de Vera Stroyeva | Orchestre              | 1958-1959 |
| 124            | Deux chœurs                            | Arrangement de pièces de Davidenko                                      | Chœur                  | 1963      |
| 125            | Concerto pour violoncelle en la mineur | Orchestration de l'opus 129 de Schumann                                 | Violoncelle, orchestre | 1963      |

## Catalogue chronologique
| Catalogue chronologique |                                                                                         |                                                                         |                                                 |           |
| Opus                    | Titre                                                                                   | Sous-titre / Commentaires                                               | Instrumentation                                 | Période   |
| 1                       | Scherzo en fa dièse mineur                                                              |                                                                         | Orchestre                                       | 1919      |
| 2                       | Huit Préludes                                                                           |                                                                         | Piano                                           | 1918-1920 |
| 2a                      | Menuet, Prélude et Intermezzo                                                           | Œuvre incomplète                                                        | Piano                                           | 1919-1920 |
| 2b                      | Murzilka                                                                                |                                                                         | Piano                                           | 1920      |
| 2c                      | Cinq Préludes                                                                           |                                                                         | Piano                                           | 1919-1921 |
| 2d                      | Attente dans la grotte                                                                  | Arrangement de l'opus 40 n° 4 de Rimski-Korsakov                        | Soprano, orchestre                              | 1921      |
| 3                       | Thème et variations en si bémol majeur                                                  |                                                                         | Orchestre                                       | 1921-1922 |
| 4                       | Deux Fables de Krylov                                                                   |                                                                         | Mezzo-soprano, orchestre                        | 1922      |
| 5                       | Trois Danses fantastiques                                                               |                                                                         | Piano                                           | 1920-1922 |
| 6                       | Suite pour deux pianos en fa dièse mineur                                               |                                                                         | 2 pianos                                        | 1922      |
| 7                       | Scherzo en mi bémol majeur                                                              |                                                                         | Orchestre                                       | 1923-1924 |
| 8                       | Trio avec piano n° 1 en ut mineur                                                       |                                                                         | Violon, violoncelle, piano                      | 1923      |
| 9                       | Trois pièces pour violoncelle et piano                                                  | Œuvre perdue                                                            | Violoncelle, piano                              | 1923-1924 |
| 10                      | Symphonie n° 1 en fa mineur                                                             |                                                                         | Orchestre                                       | 1924-1925 |
| 11                      | Deux pièces pour octuor à cordes                                                        |                                                                         | Octuor à cordes                                 | 1924-1925 |
| 12                      | Sonate pour piano n° 1                                                                  |                                                                         | Piano                                           | 1926      |
| 13                      | Aphorismes                                                                              | Dix pièces pour piano                                                   | Piano                                           | 1927      |
| 14                      | Symphonie n° 2 en si majeur                                                             | À Octobre                                                               | Chœur, orchestre                                | 1927      |
| 15                      | Le Nez                                                                                  | Opéra en trois actes et quinze tableaux                                 | Voix, chœur, orchestre                          | 1927-1928 |
| 15a                     | Le Nez                                                                                  | Suite                                                                   | Ténor, baryton, orchestre                       | 1928      |
| 16                      | Tahiti-Trot (Tea for Two)                                                               | Orchestration de la pièce de Vincent Youmans                            | Orchestre                                       | 1927      |
| 17                      | Deux pièces de Scarlatti                                                                | Transcription de deux pièces de Domenico Scarlatti                      | Instruments à vent                              | 1928      |
| 18                      | La Nouvelle Babylone                                                                    | Musique du film muet de Grigori Kozintsev et Leonid Trauberg            | Orchestre                                       | 1928-1929 |
| 19                      | La Punaise                                                                              | Musique de scène                                                        | Orchestre                                       | 1929      |
| 20                      | Symphonie n° 3 en mi bémol majeur                                                       | Le 1er mai                                                              | Chœurs, orchestre                               | 1929      |
| 21                      | Six Mélodies sur des textes de poètes japonais                                          |                                                                         | Ténor, orchestre                                | 1928-1932 |
| 22                      | L'Âge d'or                                                                              | Ballet en trois actes                                                   | Orchestre                                       | 1929-1930 |
| 22a                     | L'Âge d'or                                                                              | Suite                                                                   | Orchestre                                       | 1930      |
| 23                      | Le Pauvre Christophe Colomb                                                             | Deux pièces symphoniques pour l'opéra d'Erwin Dressel                   | Orchestre                                       | 1929      |
| 24                      | Le Coup de feu                                                                          | Musique de scène                                                        | Orchestre                                       | 1929      |
| 25                      | Terres en friche                                                                        | Musique de scène                                                        | Orchestre                                       | 1930      |
| 26                      | Seule                                                                                   | Musique du film de Grigori Kozintsev et Leonid Trauberg                 | Soprano, mezzo-soprano, ténor, chœur, orchestre | 1930-1931 |
| 27                      | Le Boulon                                                                               | Ballet en trois actes                                                   | Orchestre                                       | 1930-1931 |
| 27a                     | Le Boulon                                                                               | Suite                                                                   | Orchestre                                       | 1931      |
| 28                      | Rule, Britannia!                                                                        | Musique de scène                                                        | Orchestre                                       | 1931      |
| 29                      | Lady Macbeth du district de Mtsensk                                                     | Opéra en quatre actes et neuf tableaux                                  | Voix, chœur, orchestre                          | 1930-1932 |
| 30                      | Les Montagnes d'or                                                                      | Musique du film de Sergueï Ioutkevitch                                  | Orchestre                                       | 1931      |
| 30a                     | Les Montagnes d'or                                                                      | Suite                                                                   | Orchestre                                       | 1931      |
| 30b                     | Deux Pièces pour quatuor à cordes                                                       |                                                                         | Quatuor à cordes                                | 1931      |
| 31                      | Tué sous condition                                                                      | Musique de scène pour un spectacle de variétés                          | Orchestre                                       | 1931      |
| 32                      | Hamlet                                                                                  | Musique de scène                                                        | Orchestre                                       | 1931-1932 |
| 32a                     | Hamlet                                                                                  | Suite                                                                   | Orchestre                                       | 1932      |
| 32b                     |                                                                                         |                                                                         |                                                 |           |
| 32c                     | Le Grand Éclair                                                                         | Opéra comique, œuvre inachevée                                          | Voix, chœur, orchestre                          | 1931-1932 |
| 33                      | Le Contreplan                                                                           | Musique du film de Fridrikh Ermler et Sergueï Ioutkevitch               | Orchestre                                       | 1932      |
| 34                      | Vingt-quatre Préludes                                                                   |                                                                         | Piano                                           | 1932-1933 |
| 35                      | Concerto pour piano n° 1 en ut mineur                                                   | Concerto pour piano, trompette et cordes                                | Piano, trompette, orchestre à cordes            | 1933      |
| 36                      | L'Histoire du Pope et de son serviteur Balda                                            | Musique du dessin animé de Mikhaïl Tsekhanovski                         | Orchestre                                       | 1933-1934 |
| 36a                     | L'Histoire du Pope et de son serviteur Balda                                            | Suite                                                                   | Orchestre                                       | 1935      |
| 37                      | La Comédie humaine                                                                      | Musique de scène                                                        | Orchestre                                       | 1933-1934 |
| 38                      | L'Amour et la Haine                                                                     | Musique du film d'Albert Gendelstein                                    | Orchestre                                       | 1934      |
| 38a                     | Suite pour orchestre de jazz n° 1                                                       |                                                                         | Orchestre                                       | 1934      |
| 39                      | Le Ruisseau limpide                                                                     | Ballet en trois actes et quatre tableaux                                | Orchestre                                       | 1934-1935 |
| 40                      | Sonate pour violoncelle et piano en ré mineur                                           |                                                                         | Violoncelle, piano                              | 1934      |
| 41                      | La Jeunesse de Maxime                                                                   | Musique du film de Grigori Kozintsev et Leonid Trauberg                 | Orchestre                                       | 1934      |
| 41a                     | Les Amies                                                                               | Musique du film de Leo Arnchtam                                         | Orchestre                                       | 1934-1935 |
| 42                      | Cinq fragments                                                                          |                                                                         | Orchestre                                       | 1935      |
| 43                      | Symphonie n° 4 en ut mineur                                                             |                                                                         | Orchestre                                       | 1935-1936 |
| 44                      | Salut, l'Espagne !                                                                      | Musique de scène                                                        | Orchestre                                       | 1936      |
| 45                      | Le Retour de Maxime                                                                     | Musique du film de Grigori Kozintsev et Leonid Trauberg                 | Orchestre                                       | 1936-1937 |
| 46                      | Quatre Romances sur des textes de Pouchkine                                             |                                                                         | Basse, piano                                    | 1936-1937 |
| 47                      | Symphonie n° 5 en ré mineur                                                             |                                                                         | Orchestre                                       | 1937      |
| 48                      | Les Journées de Volotchaïev                                                             | Musique du film de Gueorgui et Sergueï Vassiliev                        | Orchestre                                       | 1936-1937 |
| 49                      | Quatuor à cordes n° 1 en ut majeur                                                      |                                                                         | Quatuor à cordes                                | 1938      |
| 50                      | Le Côté de Vyborg                                                                       | Musique du film de Grigori Kozintsev et Leonid Trauberg                 | Orchestre                                       | 1938      |
| 50a                     | La Trilogie de Maxime                                                                   | Suite                                                                   | Chœur, orchestre                                | 1961      |
| 50b                     | Suite pour orchestre de jazz n° 2                                                       |                                                                         | Orchestre                                       | 1938      |
| 51                      | Les Amis                                                                                | Musique du film de Leo Arnchtam                                         | Orchestre                                       | 1938      |
| 52                      | Un grand citoyen, 1re partie                                                            | Musique du film de Fridrikh Ermler                                      | Orchestre                                       | 1937      |
| 53                      | L'Homme au fusil                                                                        | Musique du film de Sergueï Ioutkevitch                                  | Orchestre                                       | 1938      |
| 54                      | Symphonie n° 6 en si mineur                                                             |                                                                         | Orchestre                                       | 1939      |
| 55                      | Un grand citoyen, 2e partie                                                             | Musique du film de Fridrikh Ermler                                      | Orchestre                                       | 1938-1939 |
| 56                      | Un souriceau stupide                                                                    | Musique du dessin animé de Mikhaïl Tsekhanovski                         | 8 voix, petit orchestre                         | 1939      |
| 57                      | Quintette avec piano en sol mineur                                                      |                                                                         | 2 violons, alto, violoncelle, piano             | 1940      |
| 58                      | Boris Godounov                                                                          | Réorchestration de l'opéra de Moussorgski                               | Voix, chœur, orchestre                          | 1939-1940 |
| 58a                     | Le Roi Lear                                                                             | Musique de scène                                                        | Orchestre                                       | 1941      |
| 59                      | Les Aventures de Korzinkina                                                             | Musique du film de Klementi Mints                                       | Orchestre                                       | 1940-1941 |
| 60                      | Symphonie n° 7 en ut majeur                                                             | Leningrad                                                               | Orchestre                                       | 1941      |
| 61                      | Sonate pour piano n° 2 en si mineur                                                     |                                                                         | Piano                                           | 1943      |
| 62                      | Six Romances sur des textes de poètes anglais                                           |                                                                         | Basse, piano                                    | 1942      |
| 62a                     | Six Romances sur des textes de poètes anglais                                           | Orchestration de l'opus 62                                              | Basse, orchestre                                | 1943      |
| 63                      | Léningrad natal                                                                         | Suite pour le spectacle La Patrie                                       | Orchestre                                       | 1942      |
| 63a                     | Les Joueurs                                                                             | Opéra, œuvre inachevée                                                  | Voix, chœur, orchestre                          | 1941-1942 |
| 64                      | Zoé                                                                                     | Musique du film de Leo Arnchtam                                         | Orchestre                                       | 1944      |
| 64a                     | Zoé                                                                                     | Suite                                                                   | Chœur, orchestre                                | 1944      |
| 65                      | Symphonie n° 8 en ut mineur                                                             | Stalingrad                                                              | Orchestre                                       | 1943      |
| 66                      | Un fleuve russe                                                                         | Musique pour un spectacle                                               | Orchestre                                       | 1944      |
| 67                      | Trio avec piano n° 2 en mi mineur                                                       |                                                                         | Violon, violoncelle, piano                      | 1944      |
| 68                      | Quatuor à cordes n° 2 en la majeur                                                      |                                                                         | Quatuor à cordes                                | 1944      |
| 69                      | Cahier d'enfant                                                                         | Sept pièces pour piano                                                  | Piano                                           | 1944-1945 |
| 70                      | Symphonie n° 9 en mi bémol majeur                                                       |                                                                         | Orchestre                                       | 1945      |
| 71                      | Des gens simples                                                                        | Musique du film de Grigori Kozintsev et Leonid Trauberg                 | Orchestre                                       | 1945      |
| 72                      | La Victoire du printemps                                                                | Deux chants pour un spectacle                                           | Orchestre                                       | 1946      |
| 73                      | Quatuor à cordes n° 3 en fa majeur                                                      |                                                                         | Quatuor à cordes                                | 1946      |
| 74                      | Poème de la patrie                                                                      | Cantate                                                                 | 5 voix, chœur, orchestre                        | 1947      |
| 75                      | La Jeune Garde                                                                          | Musique du film de Sergueï Guerassimov                                  | Orchestre                                       | 1947-1948 |
| 75a                     | La Jeune Garde                                                                          | Suite                                                                   | Orchestre                                       | 1951      |
| 76                      | Pirogov                                                                                 | Musique du film de Grigori Kozintsev                                    | Orchestre                                       | 1947      |
| 76a                     | Pirogov                                                                                 | Suite                                                                   | Orchestre                                       | 1951      |
| 77                      | Concerto pour violon n° 1 en la mineur                                                  |                                                                         | Violon, orchestre                               | 1947-1948 |
| 78                      | Mitchourine                                                                             | Musique du film d'Alexandre Dovjenko                                    | Chœur, orchestre                                | 1948      |
| 78a                     | Mitchourine                                                                             | Suite                                                                   | Chœur, orchestre                                | 1964      |
| 79                      | Poésies populaires juives                                                               |                                                                         | Soprano, contralto, ténor, piano                | 1948      |
| 79a                     | Poésies populaires juives                                                               | Orchestration de l'opus 79                                              | Soprano, contralto, ténor, orchestre            | 1948-1964 |
| 80                      | Rencontre sur l'Elbe                                                                    | Musique du film de Grigori Alexandrov                                   | Voix, piano                                     | 1948      |
| 80a                     | Rencontre sur l'Elbe                                                                    | Suite                                                                   | Voix, orchestre                                 | 1948      |
| 81                      | Le Chant des forêts                                                                     | Oratorio                                                                | Ténor, basse, chœur d'enfants, chœur, orchestre | 1949      |
| 82                      | La Chute de Berlin                                                                      | Musique du film de Mikhaïl Tchiaoureli                                  | Chœur, orchestre                                | 1949      |
| 82a                     | La Chute de Berlin                                                                      | Suite                                                                   | Chœur, orchestre                                | 1950      |
| 83                      | Quatuor à cordes n° 4 en ré majeur                                                      |                                                                         | Quatuor à cordes                                | 1949      |
| 84                      | Deux Romances sur des textes de Lermontov                                               |                                                                         | Voix, piano                                     | 1950      |
| 84a                     | Suite de ballet n° 1                                                                    |                                                                         | Orchestre                                       | 1949      |
| 84b                     | Marche joyeuse pour deux pianos                                                         |                                                                         | 2 pianos                                        | 1949      |
| 85                      | Belinski                                                                                | Musique du film de Grigori Kozintsev                                    | Chœur, orchestre                                | 1950      |
| 85a                     | Belinski                                                                                | Suite                                                                   | Chœur, orchestre                                | 1960      |
| 86                      | Quatre Mélodies sur des textes de Dolmatovski                                           |                                                                         | Voix, piano                                     | 1950-1951 |
| 87                      | Vingt-quatre Préludes et Fugues                                                         |                                                                         | Piano                                           | 1950-1951 |
| 88                      | Dix chants sur des textes de poètes révolutionnaires                                    |                                                                         | Chœur                                           | 1951      |
| 89                      | L'Inoubliable année 1919                                                                | Musique du film de Mikhaïl Tchiaoureli                                  | Piano, orchestre                                | 1951      |
| 89a                     | L'Inoubliable année 1919                                                                | Suite                                                                   | Orchestre                                       | 1952      |
| 89b                     | Suite de ballet n° 2                                                                    |                                                                         | Orchestre                                       | 1951      |
| 90                      | Le soleil luit sur notre patrie                                                         | Cantate                                                                 | Chœur d'enfants, chœur, orchestre               | 1952      |
| 91                      | Quatre monologues sur des textes de Pouchkine                                           |                                                                         | Basse, piano                                    | 1952      |
| 91a                     | Quatre monologues sur des textes de Pouchkine                                           | Orchestration de l'opus 91                                              | Basse, orchestre                                | 1952      |
| 91b                     | Danses des poupées                                                                      | Sept pièces pour piano                                                  | Piano                                           | 1952      |
| 91c                     | Suite de ballet n° 3                                                                    |                                                                         | Orchestre                                       | 1951      |
| 91d                     | Chants grecs                                                                            |                                                                         | Voix, piano                                     | 1952-1953 |
| 91e                     | Suite de ballet n° 4                                                                    |                                                                         | Orchestre                                       | 1953      |
| 92                      | Quatuor à cordes n° 5 en si bémol majeur                                                |                                                                         | Quatuor à cordes                                | 1952      |
| 93                      | Symphonie n° 10 en mi mineur                                                            |                                                                         | Orchestre                                       | 1953      |
| 94                      | Concertino pour deux pianos en la mineur                                                |                                                                         | 2 pianos                                        | 1954      |
| 95                      | Le Chant des grands fleuves                                                             | Musique du documentaire de Joris Ivens                                  | Orchestre                                       | 1954      |
| 95a                     |                                                                                         |                                                                         |                                                 |           |
| 95b                     |                                                                                         |                                                                         |                                                 |           |
| 95c                     |                                                                                         |                                                                         |                                                 |           |
| 95d                     | Hamlet                                                                                  | Musique de scène                                                        | Orchestre                                       | 1954      |
| 96                      | Ouverture de fête                                                                       |                                                                         | Orchestre                                       | 1954      |
| 97                      | Le Taon                                                                                 | Musique du film d'Alexandre Feinzimmer                                  | Orchestre                                       | 1955      |
| 97a                     | Le Taon                                                                                 | Suite                                                                   | Orchestre                                       | 1956      |
| 97b                     | Tarentelle pour deux pianos                                                             | D'après Le Taon                                                         | 2 pianos                                        | 1954      |
| 98                      | Cinq Romances sur des textes de Dolmatovski                                             |                                                                         | Basse, piano                                    | 1954      |
| 98a                     | There Were Kisses                                                                       | Romance sur un texte de Dolmatovski                                     | Voix, piano                                     | 1954      |
| 99                      | Le Premier Détachement                                                                  | Musique du film de Mikhaïl Kalatozov                                    | Chœur, orchestre                                | 1955-1956 |
| 99a                     | Le Premier Détachement                                                                  | Suite                                                                   | Chœur, orchestre                                | 1956      |
| 100                     | Chants espagnols                                                                        |                                                                         | Mezzo-soprano, piano                            | 1956      |
| 101                     | Quatuor à cordes n° 6 en sol majeur                                                     |                                                                         | Quatuor à cordes                                | 1956      |
| 102                     | Concerto pour piano n° 2 en fa majeur                                                   |                                                                         | Piano, orchestre                                | 1957      |
| 103                     | Symphonie n° 11 en sol mineur                                                           | L'année 1905                                                            | Orchestre                                       | 1956-1957 |
| 104                     | Deux chants russes                                                                      |                                                                         | Chœur                                           | 1957      |
| 105                     | Moscou, Tcheriomouchki                                                                  | Comédie musicale en trois actes                                         | Voix, chœur, orchestre                          | 1957-1958 |
| 105a                    | Tcheriomouchki                                                                          | Arrangement de l'opus 105 pour le film de Herbert Rappaport             | Voix, orchestre                                 | 1962      |
| 106                     | La Khovanchtchina                                                                       | Réorchestration de l'opéra de Moussorgski pour le film de Vera Stroïeva | Orchestre                                       | 1958-1959 |
| 107                     | Concerto pour violoncelle n° 1 en mi bémol majeur                                       |                                                                         | Violoncelle, orchestre                          | 1959      |
| 108                     | Quatuor à cordes n° 7 en fa dièse mineur                                                |                                                                         | Quatuor à cordes                                | 1960      |
| 109                     | Satires                                                                                 | Cinq Romances sur des textes de Chyorny                                 | Soprano, piano                                  | 1960      |
| 110                     | Quatuor à cordes n° 8 en ut mineur                                                      |                                                                         | Quatuor à cordes                                | 1960      |
| 110a                    | Symphonie de chambre                                                                    | orchestration du quatuor par Barchaï                                    | Orchestre                                       | 1967      |
| 111                     | Cinq jours, cinq nuits                                                                  | Musique du film de Leo Arnchtam                                         | Orchestre                                       | 1960      |
| 112                     | Symphonie n° 12 en ré mineur                                                            | L'année 1917                                                            | Orchestre                                       | 1959-1961 |
| 113                     | Symphonie n° 13 en si bémol mineur                                                      | Babi Yar                                                                | Basse, chœur d'hommes, orchestre                | 1962      |
| 114                     | Katerina Ismailova                                                                      | Opéra en quatre actes, révision de l'opus 29                            | Voix, chœur, orchestre                          | 1954-1963 |
| 114a                    | Katerina Ismailova                                                                      | Suite                                                                   | Soprano, orchestre                              | 1962      |
| 114b                    | Katerina Ismaïlova                                                                      | Arrangement de l'opus 114 pour le film de Mikhail Shapiro               | Voix, chœur, orchestre                          | 1966      |
| 115                     | Ouverture sur des thèmes populaires russes et kirghizes                                 |                                                                         | Orchestre                                       | 1963      |
| 116                     | Hamlet                                                                                  | Musique du film de Grigori Kozintsev                                    | Orchestre                                       | 1963-1964 |
| 116a                    | Hamlet                                                                                  | Suite                                                                   | Orchestre                                       | 1964      |
| 117                     | Quatuor à cordes n° 9 en mi bémol majeur                                                |                                                                         | Quatuor à cordes                                | 1964      |
| 118                     | Quatuor à cordes n° 10 en la bémol majeur                                               |                                                                         | Quatuor à cordes                                | 1964      |
| 119                     | L'Exécution de Stéphane Razine                                                          | Cantate                                                                 | Basse, chœur, orchestre                         | 1964      |
| 120                     | Un an comme une vie                                                                     | Musique du film de Grigori Rochal                                       | Orchestre                                       | 1965      |
| 120a                    | Un an comme une vie                                                                     | Suite                                                                   | Orchestre                                       | 1969      |
| 121                     | Cinq Romances sur des textes du Magazine Krokodil                                       |                                                                         | Basse, piano                                    | 1965      |
| 122                     | Quatuor à cordes n° 11 en fa mineur                                                     |                                                                         | Quatuor à cordes                                | 1966      |
| 123                     | Préface à l'édition complète de mes œuvres et brève réflexion à propos de cette préface |                                                                         | Basse, piano                                    | 1966      |
| 124                     | Deux chœurs                                                                             | Arrangement de pièces de Davidenko                                      | Chœur                                           | 1963      |
| 125                     | Concerto pour violoncelle en la mineur                                                  | Orchestration de l'opus 129 de Schumann                                 | Violoncelle, orchestre                          | 1963      |
| 126                     | Concerto pour violoncelle n° 2 en sol mineur                                            |                                                                         | Violoncelle, orchestre                          | 1966      |
| 127                     | Sept Romances sur des poèmes de Blok                                                    |                                                                         | Soprano, violon, violoncelle, piano             | 1967      |
| 128                     | Printemps, printemps                                                                    | Romance                                                                 | Basse, piano                                    | 1967      |
| 129                     | Concerto pour violon n° 2 en ut dièse mineur                                            |                                                                         | Violon, orchestre                               | 1967      |
| 130                     | Prélude funèbre et triomphal                                                            |                                                                         | Orchestre                                       | 1967      |
| 131                     | Octobre                                                                                 | Poème symphonique                                                       | Orchestre                                       | 1967      |
| 132                     | Sofia Perovskaia                                                                        | Musique du film de Leo Arnchtam                                         | Orchestre                                       | 1967      |
| 133                     | Quatuor à cordes n° 12 en ré bémol majeur                                               |                                                                         | Quatuor à cordes                                | 1968      |
| 134                     | Sonate pour violon et piano                                                             |                                                                         | Violon, piano                                   | 1968      |
| 135                     | Symphonie n° 14 en sol mineur                                                           |                                                                         | Soprano, basse, orchestre à cordes, percussions | 1969      |
| 136                     | Fidélité                                                                                | Huit Ballades                                                           | Chœur d'hommes                                  | 1970      |
| 137                     | Le Roi Lear                                                                             | Musique du film de Grigori Kozintsev                                    | Orchestre                                       | 1970      |
| 138                     | Quatuor à cordes n° 13 en si bémol mineur                                               |                                                                         | Quatuor à cordes                                | 1970      |
| 139                     | Marche de la milice soviétique                                                          |                                                                         | Orchestre militaire                             | 1970      |
| 140                     | Six Romances sur des textes de poètes anglais                                           | Orchestration de l'opus 62                                              | Basse, orchestre de chambre                     | 1971      |
| 141                     | Symphonie n° 15 en la majeur                                                            |                                                                         | Orchestre                                       | 1971      |
| 142                     | Quatuor à cordes no 14 en fa dièse majeur                                               |                                                                         | Quatuor à cordes                                | 1973      |
| 143                     | Six Poèmes de Marina Tsvetaeva                                                          |                                                                         | Contralto, piano                                | 1973      |
| 143a                    | Six Poèmes de Marina Tsvetaeva                                                          | Orchestration de l'opus 143                                             | Contralto, orchestre de chambre                 | 1974      |
| 144                     | Quatuor à cordes no 15 en mi bémol mineur                                               |                                                                         | Quatuor à cordes                                | 1974      |
| 145                     | Suite sur des sonnets de Michelangelo Buonarroti                                        |                                                                         | Basse, piano                                    | 1974      |
| 145a                    | Suite sur des sonnets de Michelangelo Buonarroti                                        | Orchestration de l'opus 145                                             | Basse, orchestre                                | 1975      |
| 146                     | Quatre Poèmes du Capitaine Lebiadkine                                                   |                                                                         | Basse, piano                                    | 1974      |
| 147                     | Sonate pour alto et piano                                                               |                                                                         | Alto, piano                                     | 1975      |

## Œuvres sans numéro d'opus
- La Compagnie verte, ouverture pour la comédie musicale de Dzerjinski, Partition perdue
- Trois extraits de La Rencontre, pour orchestre
- Le Clapotis des eaux, chant pour chœur d'hommes (ténors et basses) et orchestre
- Trois pièces, pour violon solo
- Vergnügungzug, orchestration de la Polka-Galop de Johann Strauss, opus 281
- Le Train du plaisir
- Chant d'un régiment de la garde, pour voix de basse, chœur mixte et piano
- Polka en fa dièse mineur, arrangement d'une pièce pour piano de Balakirev, pour duo (ou ensemble) de harpe
- Serment au commissaire du peuple, chant pour voix de basse, chœur et piano (ou orchestre)
- Marche solennelle, pour orchestre à vent
- Chant de l'Armée Rouge, hymne composé conjointement avec Aram Khatchatourian
- Gloire à notre patrie soviétique, pour chœur mixte et piano
- Elle est née vaillante fille de sa patrie, pour chœur mixte à quatre voix et piano
- Huit chansons populaires anglaises et américaines, pour voix grave et orchestre
- Sept chansons populaires finlandaises, pour deux voix et ensemble de chambre (1939)
- Le Violon de Rotschild, opéra en un acte, d'après Tchekhov, de Veniamine Fleischmann (1942–1944)
- Notre Russie natale s'est aguerrie dans les tempêtes, chant pour chœur
- Symphonie pour cordes opus 73, d'après le Quatuor à cordes n°3, arrangement de Dmitry Sitkovetsky
- Hymne à Moscou, pour chœur a cappella
- Marche des champions de la paix, pour ténor, chœur et piano
- Notre chanson, pour chœur et orchestre
- Deux Chants extraits de Unité, transcrits pour voix et piano
- Poème du travail (Chant de l'Unité), transcrit pour chœur mixte et orchestre de la musique de Unité
- Valse extraite de Unité, pour orchestre
- Deux Chansons de la musique du Premier Détachement, pour chœur et piano
- Onze variations sur un thème de Glinka, pour piano
- Trois chœurs pour le 40e anniversaire de la Révolution d'Octobre, pour chœur mixte et piano
- Le Carillon de Novorossiïsk, pour orchestre
- Chants et danses de la mort (Moussorgski), orchestrés par Chostakovitch
- Polka extraite de l'Âge d'Or, transcrite pour piano à quatre mains
- Cinq Entractes de l'opéra Katerina Ismaïlova, pour orchestre
- Concerto pour violoncelle n°1 (Boris Tistchenko), orchestré par Chostakovitch
- Intervision, fragment orchestral de six mesures pour la télévision soviétique
- Chanson de la puce (Beethoven, opus 75 n°3), arrangé pour basse et orchestre par Chostakovitch

## Discographie
Les symphonies ont été enregistrées par de nombreux chefs d'orchestre, au premier rang desquels Kirill Kondrachine, Roudolf Barchaï, Guennadi Rojdestvenski, Bernard Haitink, Dmitri Kitaïenko et Mariss Jansons qui ont réalisé des intégrales très réussies. Dans les symphonies séparées, on pourra citer Kurt Sanderling (1, 5, 6, 8, 10 et 15), Ievgueni Mravinski (5 à 12 et 15 dont certaines, les 5e et 8e notamment, plusieurs fois), Karel Ančerl (5, 7, 10), Herbert Kegel (1), Leonard Bernstein (1, 5, 6, 7 et 9 plusieurs fois), Sergiu Celibidache (7 et 9), Leopold Stokowski (5 et 11), Karajan dans la 10e par deux fois, ou plus récemment Mstislav Rostropovitch qui décéda en cours de réalisation de l'intégrale.
La discographie des quatuors à cordes se distingue par celle, historique, du Quatuor Beethoven et celle plus récente de l'intégrale par le Quatuor Borodine.
Dmitri Chostakovitch lui-même a enregistré un certain nombre de ses œuvres.